# Nymula phylacis
Nymula phylacis är en fjärilsart som beskrevs av Jean Baptiste Godart 1824. Nymula phylacis ingår i släktet Nymula och familjen Riodinidae. Inga underarter finns listade i Catalogue of Life.